# Песь (деревня)
Песь — деревня в Хвойнинском муниципальном округе Новгородской области.

## География
Находится в северо-восточной части Новгородской области на расстоянии приблизительно 18 км на запад по прямой от районного центра Хвойная.

## История
Была отмечена ещё на карте 1840 года. В 1910 году здесь (деревня Боровичского уезда Новгородской губернии) было учтено 20 дворов. До 2020 года входила в Песское сельское поселение.

## Население
Численность населения: 108 человек (1910 год), 18 (русские 78 %) в 2002 году, 5 в 2010.